# Jarno Molenberghs
Jarno Molenberghs est un footballeur belge, né le 11 décembre 1989 à Geel en Belgique. Il évolue actuellement au Lommel United en prêt du KVC Westerlo comme milieu de terrain.

## Biographie
Molenberghs joue 4 matchs en Ligue Europa avec le club du KVC Westerlo lors de la saison 2011-2012.

## Palmarès
- Finaliste de la Coupe de Belgique en 2011 avec le KVC Westerlo.